# Richard Ashcroft

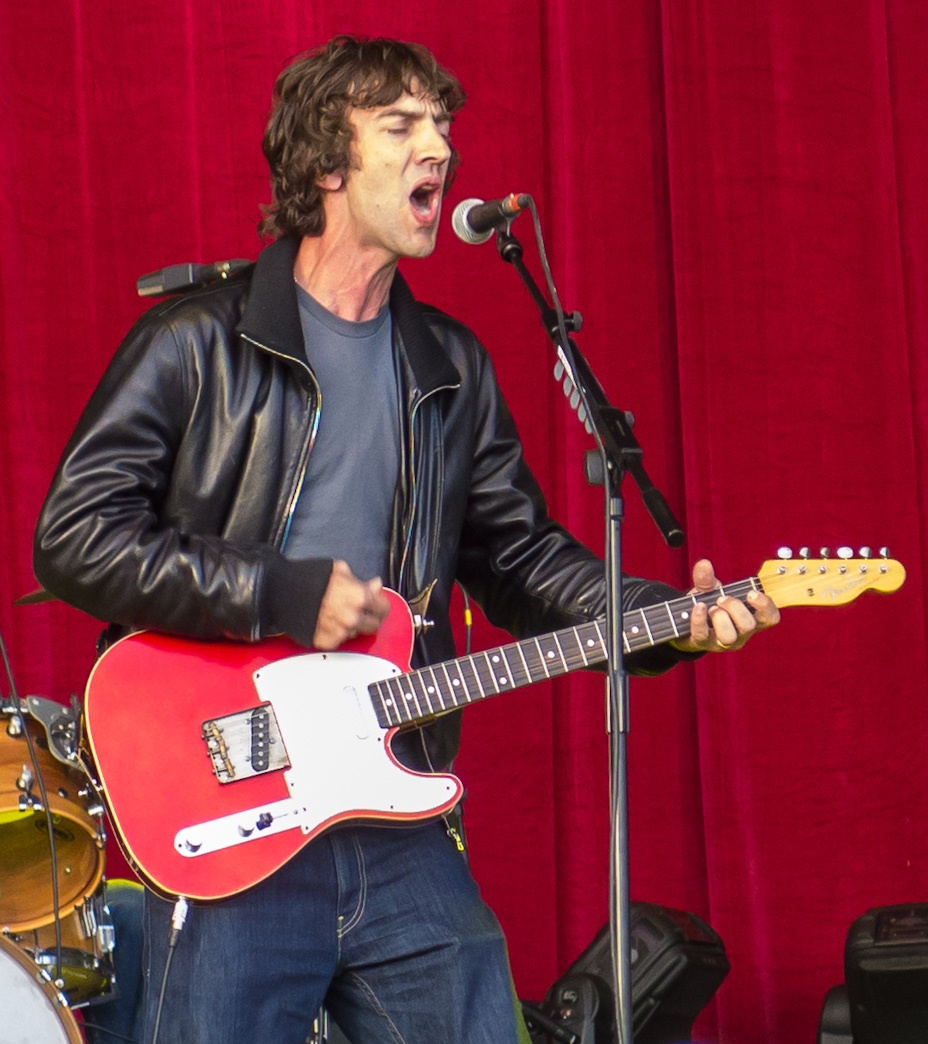
Richard Ashcroft (2012)

Richard Paul Ashcroft (* 11. September 1971 in Wigan, England) ist ein britischer Singer-Songwriter, der als Frontmann von The Verve bekannt wurde.

## Leben
Richard Ashcroft wurde 1971 in Wigan, einer englischen Stadt zwischen Liverpool und Manchester, geboren. Geprägt wurde seine Kindheit durch den frühen Tod seines Vaters. 2005 bekannte er sich öffentlich dazu, an einer bipolaren Störung zu leiden und Medikamente wie Prozac zu nehmen. Auf der Schule spielte er im Fußballteam und träumte zunächst davon, Profi bei Manchester United zu werden. 1989 gründete er mit drei Freunden die Band The Verve. Diese brach trotz (oder gerade wegen) großer Erfolge 1999 auseinander, woraufhin Ashcroft sich auf seine Solokarriere konzentrierte.
1995 heiratete Ashcroft seine Managerin, die ehemalige Spiritualized-Keyboarderin Kate Radley. Im März 2000 kam sein erster Sohn Sonny auf die Welt, vier Jahre später sein zweiter, Cassius.

“You could be a star or you could be a fool – it’s all in the mind […]”

## Werdegang

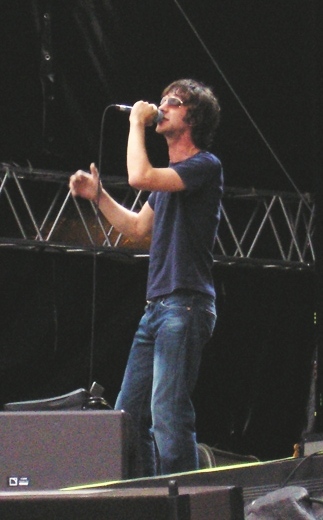
Richard Ashcroft (2005)

### The Verve
Mit seiner Band The Verve nahm Ashcroft bis 1998 insgesamt drei Alben und mehrere EPs auf. Die frühe Musik der Band war von improvisierten Songstrukturen geprägt. Seit den Aufnahmen zum zweiten The Verve-Album A Northern Soul übte sich Ashcroft dann auch im Songwriting und komponierte zwei Songs für diesen Tonträger. Die Gebrüder Gallagher würdigen ihn umgehend mit einem Song auf dem zweiten Oasis-Album: “Cast No Shadow is dedicated to the genius of Richard Ashcroft”.
Nach der ersten Trennung von The Verve im Sommer 1995 unternahm Ashcroft einen ersten Versuch für eine Solokarriere und trat live als Solo-Vorgruppe von Oasis auf.

“I just can’t make it alone […]”

Wenig zufrieden mit dem Solokünstlerdasein, schloss er sich einer Rolling-Stones-Coverband an und trieb schließlich eine Wiedervereinigung von The Verve voran. Die folgenden Aufnahmen zu den Urban Hymns sind von seinen ersten Soloplänen und dem nun gereiften Songwriting Ashcrofts geprägt. Die endgültige Trennung der Band am 28. April 1999 führte zu einem zweiten und durchschlagenden Anlauf seiner Solokarriere.

### Solokarriere
Sein im Jahr 2000 erschienenes Solo-Debütalbum Alone with Everybody basiert zu großen Teilen noch auf Demo-Songs für das letzte The-Verve-Album (insb. A Song for the Lovers, New York, C’Mon People) und weist somit mehr Parallelen zur letzten Musik von The Verve auf als das 2002 erschienene Human Conditions.
Beide Alben zeigen Einflüsse aus Soulmusik und Country und bieten Popmusik auf hohem Niveau. Unterstützung erhielt er unter anderem von seiner Frau Kate (Keyboards), dem Ex-The-Verve-Trommler Peter Salisbury und Wil Malone, der früher Iron Maiden produzierte und später (wie auf Ashcrofts Alben) Streicherpassagen für Gruppen wie Massive Attack und Oasis arrangierte. Für seinen zweiten Longplayer erfüllte sich Richard Ashcroft einen Traum: Er nahm mit dem Ex-Beach-Boys-Sänger Brian Wilson den Song Nature Is the Law auf.
Im Sommer 2005 meldete sich Ashcroft zurück, als er im Vorprogramm der Twisted-Logic-Tour der britischen Band Coldplay auftrat und dort Stücke aus seinen beiden Solowerken präsentierte. Zusammen mit Coldplay trat er dann auch beim Live-8-Konzert im Hyde Park, London auf, wo Coldplay mit ihm zusammen den The-Verve-Hit Bitter Sweet Symphony spielten. Ashcrofts drittes Soloalbum Keys to the World erschien Anfang 2006. Die Vorabsingle Break the Night with Colour erklomm in England Platz 3 der Charts und war auch in Deutschland hochfrequentiert in den Radios.

### Comeback als Bandmusiker
Im Sommer 2007 kam es zu einer Wiederbelebung von The Verve in Originalbesetzung einschließlich Richard Ashcroft. Sie veröffentlichten das Album Forth, koppelten zwei Singles aus und spielten auf mehreren Festivals. Ashcroft betonte jedoch, dass er weiterhin parallel auch als Solomusiker aktiv bleiben wird.
So begann er 2009 mit den Vorbereitungen für ein neues Album. Auf seiner Webseite ließ er im Sommer seine Fans über seine besten B-Seiten und Kollaborationen abstimmen. Im Dezember 2009 veröffentlichte er den Song The Journey, welcher der Titelsong des gleichnamigen Kurzfilmes von Richard Jobson ist. Die Einnahmen von Film und Soundtrack werden der Helen Bamber Foundation gestiftet, die sich gegen Frauenhandel einsetzt.
Anfang 2010 veröffentlicht er den Song Are You Ready – zunächst als exklusiven Download auf der Website des NME. Die Publikation erfolgte unter dem Namen RPA & The United Nations of Sound. Die Verwendung seiner Initialen sollte dabei den Öffentlichkeitsdruck auf seine Familie reduzieren. Das dazugehörige Album mit dem Titel United Nations of Sound erschien im Juni 2010. Außerdem gab das Projekt im Juni 2010 einige Konzerte in Europa. In den USA wurde das Album aus Marketingaspekten unter seinem Solokünstlernamen Richard Ashcroft veröffentlicht. Dem Film Der Plan (Originaltitel: The Adjustment Bureau) steuerten sie den Titel Future’s Bright bei, für das der Filmproduzent George Nolfi auch das Musikvideo komponierte.

### Fortsetzung der Solokarriere
Seit Ende 2011 arbeitet Ashcroft an seinem fünften Soloalbum, das ursprünglich bereits Ende 2012 veröffentlicht werden sollte. Laut Ashcroft ist es wieder verstärkt song-orientiert. Dabei unterstützen ihn u. a. der Verve-Drummer Peter Salisbury, Gitarrist Steve Wyreman (United Nations of Sound), Bassist Damon Minchella sowie Kate Radley und Anthony Gorry an den Keyboards.
Aufgrund des Wechsels zur Righteous Phonographic Association und dem Label Cooking Vinyl kam es jedoch zu Verzögerungen. Ende 2015 trat er erstmals wieder live bei Akustik-Konzerten in Zürich, Mexiko-Stadt und Bilbao in Erscheinung. Die Vorabsingle This Is How It Feels ist seit dem 23. Februar 2016 als Download verfügbar. Das von Chris Potter produzierte Album These People erschien am 20. Mai 2016.

## Diskografie

### Studioalben
| Jahr | Titel                   | Höchstplatzierung, Gesamtwochen, AuszeichnungChartplatzierungen (Jahr, Titel, Platzierungen, Wochen, Auszeichnungen, Anmerkungen) | Höchstplatzierung, Gesamtwochen, AuszeichnungChartplatzierungen (Jahr, Titel, Platzierungen, Wochen, Auszeichnungen, Anmerkungen) | Höchstplatzierung, Gesamtwochen, AuszeichnungChartplatzierungen (Jahr, Titel, Platzierungen, Wochen, Auszeichnungen, Anmerkungen) | Höchstplatzierung, Gesamtwochen, AuszeichnungChartplatzierungen (Jahr, Titel, Platzierungen, Wochen, Auszeichnungen, Anmerkungen) | Höchstplatzierung, Gesamtwochen, AuszeichnungChartplatzierungen (Jahr, Titel, Platzierungen, Wochen, Auszeichnungen, Anmerkungen) | Anmerkungen                                                               |
| Jahr | Titel                   | DE | AT | CH | UK | US | Anmerkungen                                                               |
| ---- | ----------------------- | --- | --- | --- | --- | --- | ------------------------------------------------------------------------- |
| 2000 | Alone with Everybody    | DE10 (15 Wo.)DE | AT18 (7 Wo.)AT | CH39 (14 Wo.)CH | UK1 Platin · (27 Wo.)UK | US127 (1 Wo.)US | Erstveröffentlichung: 26. Juni 2000 Verkäufe: + 300.000                   |
| 2002 | Human Conditions        | DE14 (4 Wo.)DE | AT48 (2 Wo.)AT | CH51 (3 Wo.)CH | UK3 Gold · (11 Wo.)UK | — | Erstveröffentlichung: 21. Oktober 2002 Verkäufe: + 100.000                |
| 2006 | Keys to the World       | DE6 (9 Wo.)DE | AT7 (9 Wo.)AT | CH7 (8 Wo.)CH | UK2 Platin · (19 Wo.)UK | — | Erstveröffentlichung: 23. Januar 2006 Verkäufe: + 307.500                 |
| 2010 | United Nations of Sound | DE49 (2 Wo.)DE | AT63 (1 Wo.)AT | CH50 (1 Wo.)CH | UK20 (2 Wo.)UK | — | Erstveröffentlichung: 19. Juli 2010 als RPA & The United Nations of Sound |
| 2016 | These People            | DE51 (1 Wo.)DE | AT70 (1 Wo.)AT | CH32 (1 Wo.)CH | UK3 Silber · (10 Wo.)UK | — | Erstveröffentlichung: 20. Mai 2016 Verkäufe: + 60.000                     |
| 2018 | Natural Rebel           | DE82 (1 Wo.)DE | AT71 (1 Wo.)AT | CH47 (1 Wo.)CH | UK4 (3 Wo.)UK | — | Erstveröffentlichung: 19. Oktober 2018                                    |
| 2021 | Acoustic Hymns, Vol. 1  | DE37 (1 Wo.)DE | AT64 (1 Wo.)AT | CH39 (1 Wo.)CH | UK2 (4 Wo.)UK | — | Erstveröffentlichung: 29. Oktober 2021                                    |

### EPs
- 2006: Live from London

### Singles
| Jahr | Titel Album                                             | Höchstplatzierung, Gesamtwochen, AuszeichnungChartplatzierungen (Jahr, Titel, Album, Platzierungen, Wochen, Auszeichnungen, Anmerkungen) | Höchstplatzierung, Gesamtwochen, AuszeichnungChartplatzierungen (Jahr, Titel, Album, Platzierungen, Wochen, Auszeichnungen, Anmerkungen) | Höchstplatzierung, Gesamtwochen, AuszeichnungChartplatzierungen (Jahr, Titel, Album, Platzierungen, Wochen, Auszeichnungen, Anmerkungen) | Höchstplatzierung, Gesamtwochen, AuszeichnungChartplatzierungen (Jahr, Titel, Album, Platzierungen, Wochen, Auszeichnungen, Anmerkungen) | Anmerkungen                              |
| Jahr | Titel Album                                             | DE | AT | CH | UK | Anmerkungen                              |
| ---- | ------------------------------------------------------- | --- | --- | --- | --- | ---------------------------------------- |
| 2000 | A Song for the Lovers Alone with Everybody              | DE82 (4 Wo.)DE | — | CH78 (1 Wo.)CH | UK3 Silber · (13 Wo.)UK | Erstveröffentlichung: 3. April 2000      |
| 2000 | Money to Burn Alone with Everybody                      | — | — | — | UK17 (7 Wo.)UK | Erstveröffentlichung: 12. Juni 2000      |
| 2000 | C’mon People (We’re Making It Now) Alone with Everybody | DE82 (6 Wo.)DE | — | — | UK21 (5 Wo.)UK | Erstveröffentlichung: 11. September 2000 |
| 2002 | Check the Meaning Human Conditions                      | DE94 (1 Wo.)DE | — | — | UK11 (9 Wo.)UK | Erstveröffentlichung: 7. Oktober 2002    |
| 2003 | Science of Silence Human Conditions                     | — | — | — | UK14 (5 Wo.)UK | Erstveröffentlichung: 6. Januar 2003     |
| 2003 | Buy It in Bottles Human Conditions                      | — | — | — | UK26 (2 Wo.)UK | Erstveröffentlichung: 7. April 2003      |
| 2006 | Break the Night with Colour Keys to the World           | DE45 (9 Wo.)DE | AT17 (9 Wo.)AT | CH55 (15 Wo.)CH | UK3 (13 Wo.)UK | Erstveröffentlichung: 9. Januar 2006     |
| 2006 | Music Is Power Keys to the World                        | — | — | — | UK20 (6 Wo.)UK | Erstveröffentlichung: 17. April 2006     |
| 2006 | Words Just Get in the Way Keys to the World             | — | — | — | UK40 (2 Wo.)UK | Erstveröffentlichung: 10. Juli 2006      |

Weitere Singles
- 2006: Why Not Nothing/Sweet Brother Malcolm
- 2009: The Journey
- 2010: Are You Ready
- 2010: Born Again
- 2011: Future’s Bright
- 2016: This Is How It Feels
- 2016: Hold On (Mirwais Remix)
- 2016: They Don’t Own Me
- 2018: Surprised by the Joy
- 2018: Born to Be Strangers
- 2018: That’s When I Feel It

Zusammenarbeiten mit anderen Künstlern
- 1998: U.N.K.L.E. feat. Richard Ashcroft – Lonely Soul (veröffentlicht auf Psyence Fiction)
- 2000: The Chemical Brothers feat. Richard Ashcroft – The Test (veröffentlicht auf Come With Us)
- 2005: Coldplay feat. Richard Ashcroft – Bitter Sweet Symphony (live) (veröffentlicht auf der Compilation Live 8 – One Day One Concert One World)

## Auszeichnungen für Musikverkäufe
| Goldene Schallplatte - Irland - 2006: für das Album Keys to the World |

Anmerkung: Auszeichnungen in Ländern aus den Charttabellen bzw. Chartboxen sind in ebendiesen zu finden.
| Land/RegionAuszeichnungen für Musikverkäufe (Land/Region, Auszeichnungen, Verkäufe, Quellen) | Silber     | Gold     | Platin     | Verkäufe | Quellen        |
| -------------------------------------------------------------------------------------------- | ---------- | -------- | ---------- | -------- | -------------- |
| Irland (IRMA)                                                                                | —          | Gold1    | —          | 7.500    | irishcharts.ie |
| Vereinigtes Königreich (BPI)                                                                 | 2× Silber2 | Gold1    | 2× Platin2 | 960.000  | bpi.co.uk      |
| Insgesamt                                                                                    | 2× Silber2 | 2× Gold2 | 2× Platin2 |          |                |